# Oakdale, Kalifornien
Oakdale är en stad (city) i Stanislaus County, i delstaten Kalifornien, USA. Enligt United States Census Bureau har staden en folkmängd på 20 838 invånare (2011) och en landarea på 15,7 km².